# Les Dourbes
Les Dourbes sont une localité de Digne-les-Bains et une ancienne commune française, située dans le département des Alpes-de-Haute-Provence en région Provence-Alpes-Côte d'Azur.
La localité est rattachée à Digne-les-Bains en 1974.

## Toponymie
Aucune étymologie n'a pu être attribuée aux Dourbes avec certitude. Il pourrait venir du nom latin du village, castrum de durbis (c'est-à-dire château d'un certain Durbis ou Dobis), pourrait faire référence aux aspérités du territoire ou désignerait le peuple des « Durbeuses ».
De nombreux habitants maintiennent que le nom serait dérivé des « Tourbes », les coulées noires suivant les orages, qui auraient été changé en « Dourbes » car le nom était trop péjoratif.
Plusieurs lieux-dits composent les Dourbes : le hameau de Vaumet (à l'origine Vaumeil, issu de vallis mellis, « l'endroit où l'on trouve des ruches à miel »), le Villard (issu du latin villa, désignant une habitation ou un groupe d'habitations), le hameau de Ville-Cris (villa suivi de Cris, qui pourrait être « Christ » mais pourrait avoir une autre origine), le Serre (désigne une crête ou un col de montagne) ou encore la Buja (de bujadou, petite lessive, pour un endroit où l'on pouvait laver le linge).

## Géographie

### Répartition
La commune comportait plusieurs hameaux : outre celui des Dourbes, on trouve encore aujourd'hui Ville-Cris (ou Ville-Christ), Vaumet, les Guesses et le Villard. Une route reliait les Guesses et le Villard des Dourbes aux autres hameaux mais celle-ci a été emportée par le glissement de terrain de 2003. Le Villard est aujourd'hui accessible par la D569, alors que les autres habitations sont desservies par la D19. La commune des Dourbes avait une superficie de 20,74 km2.
Les communes limitrophes des Dourbes étaient Digne, Marcoux, Archail, Tartonne et Clumanc de l'autre côté de la barre des Dourbes, Bédejun fusionné à Chaudon-Norante en 1908, et Entrages.

### Géologie et relief
Établie au pied de la barre des Dourbes, la zone est aujourd'hui un point de départ de nombreuses randonnées à pied, à vélo ou à cheval.
Plusieurs phénomènes solaires sont liés à la barre des Dourbes :
- Le Mourre du Piloutet est un rocher situé à gauche de la barre des Dourbes qui, à midi, est frappé par le soleil. Il servait de repère temporel aux travailleurs.Ravin du pas de Tartonne (barre des Dourbes), photographié en 1892.

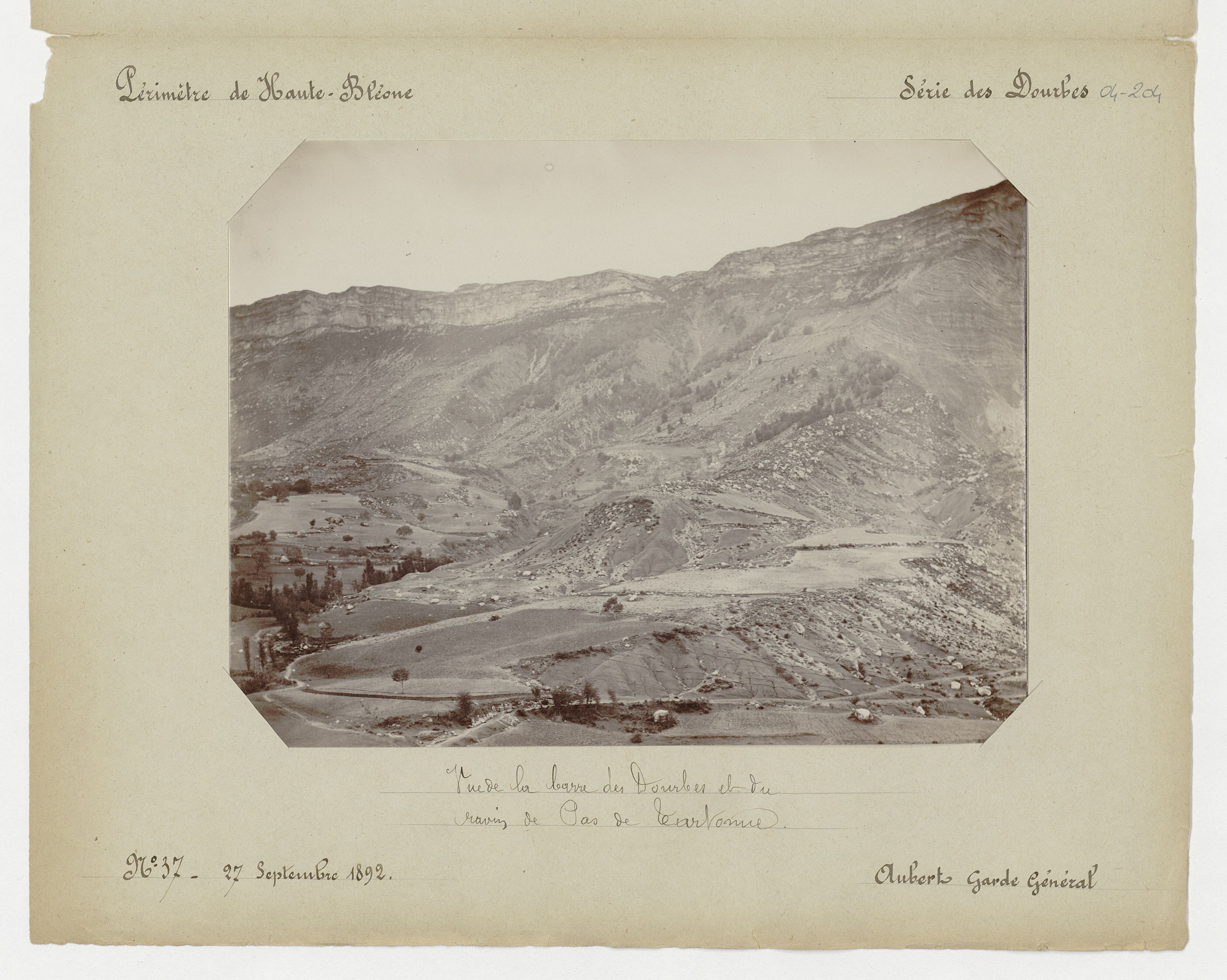
Ravin du pas de Tartonne (barre des Dourbes), photographié en 1892.

- Le Fau de neuf heures, autre point de repère frappé par le soleil aux alentours des neuf heures.
- Le traou de Saint Martin (trou de Saint Martin). Haut d'environ cinq mètres, ce trou naturel est percé dans la roche au sommet de la barre des Dourbes. Deux jours par an (le 11 novembre et le 30 janvier) le soleil levant passe dans le trou pendant une petite minute. La légende raconte que Saint Martin serait passé par ce trou et, fatigué, se serait reposé sur un gros rocher (la pierre Saint-Martin). Ses pieds, les pattes de son chien, son bâton et les fers de son cheval auraient alors marqué des trous dans la pierre, qui marque aujourd'hui la fin d'un sentier de randonnée[6].

### Faune
L'intérêt populaire pour l'environnement local remonte à plusieurs décennies : au début du XXe siècle, la zone est connue des amateurs de papillons qui viennent de loin (Europe et même Amérique) enrichir leur collections avec les spécimens locaux, parfois sous l’œil interrogatif des bergers dourbains,. La variété de papillons la plus rare se trouvant aux Dourbes est le Zerynthia rumina honnoratii, qui a fait l'objet d'une tentative d'élevage infructueuse et a fini par disparaître à la fin du XXe siècle. Certains dourbains se distinguèrent dans la capture et la vente de ces spécimen, notamment : « un guide-chasseur qui étal[ait] le produit de ses chasses avec un art exquis [...] c'[était] vraiment merveille de voir un cultivateur aux mains calleuses, habitué aux durs travaux des champs, mener à bonne fin un travail aussi délicat ».

## Histoire

### Moyen Âge
On trouve des références aux Dourbes dès 1035. Le hameau principal serait établi sur une motte castrale datant du XIe siècle.

### Époque moderne

#### Seigneurs des Dourbes
Les seigneurs des Dourbes ont vécu pendant près de 300 ans dans le « château » des Dourbes, en fait une bastide située à l'entrée du village et dont l'existence est attestée depuis le XVIe siècle. Le premier seigneur des Dourbes attesté est le comte de Provence, en 1248. Lui succèdent entre autres Bertrand des Dourbes (1270), Olivier et Pierre Salvage (1309 et 1351), la famille Forvolio (Louis en 1540 puis François, Jean et Françoise), la famille Pontis (Guillaume en 1629 puis François, Guillaume, Jean), la famille Fermier (Joseph en 1720 puis Gaspard et Louis), puis la famille Taxis (Pierre en 1751 puis Rose, Jean et Joseph).
À la Révolution française, au moins un des deux pigeonniers du château, symbole du pouvoir féodal, est détruit par les habitants. Le second est détruit vers 1946-1947 et ses pierres sont utilisées pour paver une route. 

#### Vie pastorale
Le village vit au rythme d'une « intense activité pastorale » : y sont élevés ovins, caprins, bovins et chevaux, tandis que les habitants exploitent les ressources de la zone (bois mort pour le chauffage, lavande...). Les habitants possèdent souvent quelques ruches pour consommation personnelle.

En 1787, les érudits Claude-François Achard et Charles-François Bouche décrivent le village, qui compte alors quelques 250 habitants :
« Le climat de Dourbes est extrêmement froid en hiver, & excessivement chaud en été. Les fièvres putrides font les maladies les plus communes. Les habitants sont peu civilisés, mais ils ne font jamais du mal à ceux qui ne les chagrinent pas. Le sol est bon, malgré les gros rochers dont il est parsemé. On y recueille des grains & des légumes que l’on porte au marché de Digne. Il n’y a que deux habitants qui cardent la laine ; les autres sont uniquement occupés au travail des champs. Le territoire est coupé par plusieurs ruisseaux, qui sont à sec pendant l’été. Les hameaux de Villars [Le Villard] & de Momet [Vaumet] ont chacun une source abondante, mais il n’y a de l’eau que dans ces hameaux. Le Village & les autres maisons de la campagne en manquent. »
Après la Révolution française, le village subit l'achat des terres communales par l'Administration du reboisement des forêts, achat dont les 77 hectares sont rétrocédé en 1891 à la suite de l'opposition du conseil municipal, témoignant de l'importance des terres et de leur exploitation pour la vie des dourbains.
Dès 1819, le bétail qui paît sur les terres des Dourbes fait l'objet d'une taxe sur les bestiaux. Ces derniers sont marqués, et ceux qui introduisent des animaux étrangers sur les terres font l'objet de procès intentés par la commune.
À l'entre-deux guerres, la lavande devient une ressource importante pour la commune à la suite d'une hausse de la demande et de l'augmentation de son prix d'achat. Il s'agissait de plants poussant anarchiquement sur les terrains communaux. La lavande était ensuite descendue à Digne-les-Bains afin d'être vendue au distillateur. À Digne, les Dourbains descendaient également au marché au bois du cours d'Arès vendre des fagots de bois et des feuilles de fayard, ces dernières étant utilisées pour fourrer les paillasses. 

#### Religion et enseignement
La fête de la Saint-Jean y est célébrée et appréciée, notamment par les jeunes : on y célèbre une messe puis une procession le matin, qui se termine par un passage sous la statue du saint pour sa protection et son intercession. L'après-midi, chômée, est l'occasion pour une partie de pétanque ainsi que la traditionnelle course (à pied, vélo ou en sac), à l'issue de laquelle les gagnants reçoivent gâteaux ou petits cadeaux. 

Les processions sont un élément important de la vie religieuse locale. L'archiviste Guy Reymond a recueilli l'histoire d'une procession faite en 1922 : 
« Cela faisait un an et demi qu'il ne pleuvait plus. Au mois de mai, les gens du Village sont partis exceptionnellement en procession avec les statues des Saints. Ils sont montés en pèlerinage à Saint-Pancrace pour demander la pluie en passant par la Rouvière puis par le chemin de Feston. Au retour, il pleuvait tellement que tout le monde est parti en courant pour se mettre à l'abri ! » 
Les sermons, et souvent les chants, peuvent être dits en langue provençale.

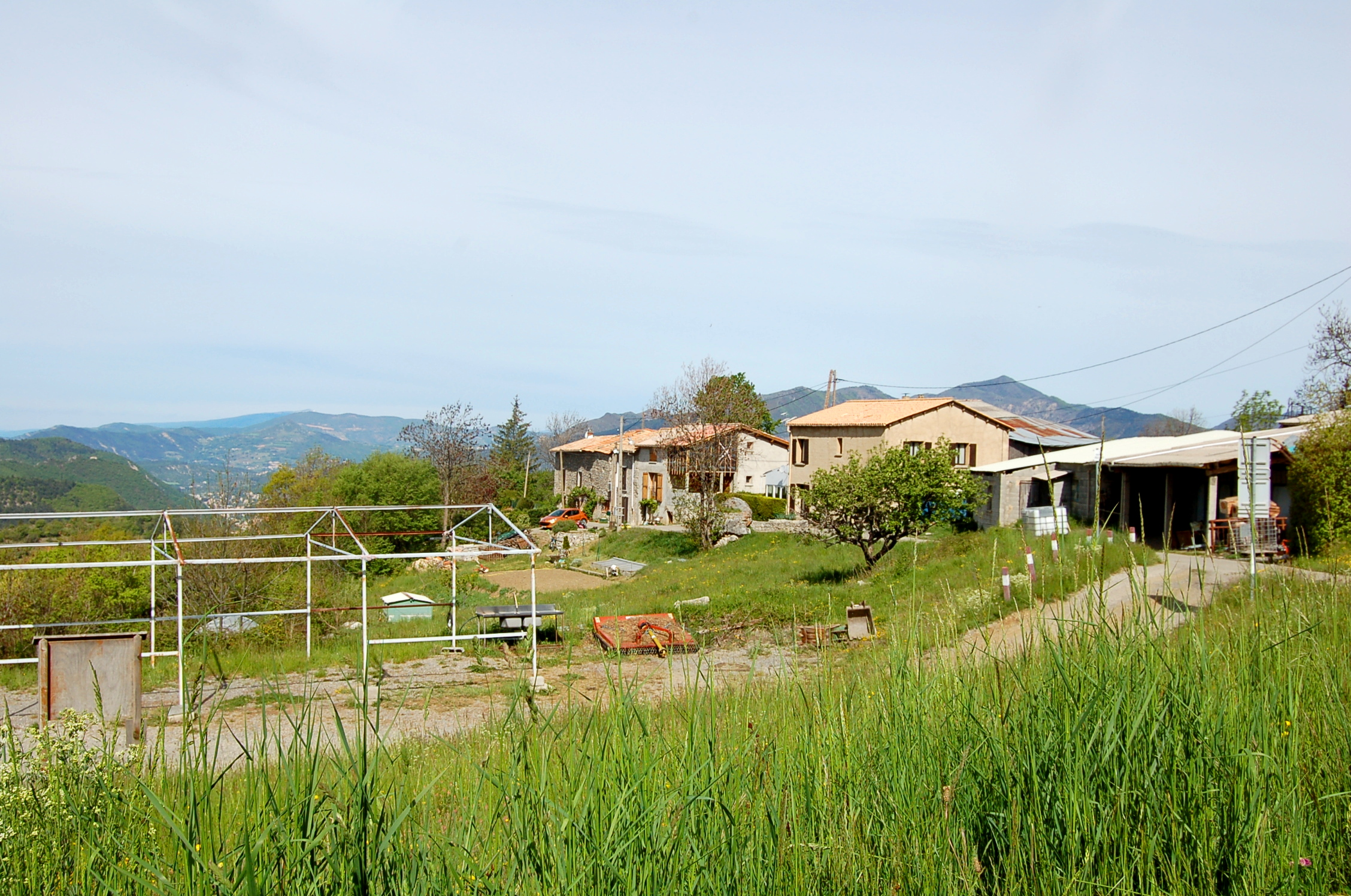
Le Villard des Dourbes

Les premières traces de la présence d'un instituteur au village remontent au début du XVIIIe siècle. À la fin du siècle, deux écoles existent : une au village, l'autre au Villard. En 1830, le conseil municipal alerte cependant sur l'état de l'enseignement aux Dourbes : « L'instruction de la jeunesse dans cette commune est dans un état déplorable et l'instituteur n'y est que présent que cinq ou six mois dans la plus mauvaise saison de l'année. Les enfants ne sont point envoyés à l'école faute de moyens. Ceux qui ont les moyens, bien souvent n'y peuvent pas venir par le mauvais temps, cette commune étant tout disséminée et presque la moitié éloignée d'une heure de chemin du chef-lieu de l'école [...]. ». L'école du Villard, quant à elle, ne semble pas être durablement investie par un instituteur ou une institutrice avant le milieu du XIXe siècle.

#### Passages
Le village étant sur la route menant de la vallée de l'Asse à Digne, il voyait passer les paysans allant vendre leur production ou acheter du bétail à la foire de Digne. Ainsi, à l'entre-deux guerre, le village accueillait une auberge nommée la Ganare (saoul en patois) et un bistrot, ouvert les dimanches et jours de fête et établi dans une ancienne auberge. 
Les scouts locaux, au début du XXe siècle, font régulièrement des excursions aux Dourbes et à la barre des Dourbes,. Ils participent occasionnellement à la vie religieuse du village, en participant aux liturgies de la Saint-Jean ou à la célébration de Noël. D'autres visiteurs se lancent dans l'ascension de la barre des Dourbes, comme ce groupe d'excursionnistes venus depuis Digne et Cannes en septembre 1906 : « les intrépides marcheurs, dont beaucoup de dames, sont ensuite montés jusqu’au col de la Faille, à 1 200 mètres d’altitude ». 

### Époque contemporaine
Le téléphone est installé aux Dourbes le 8 août 1931, offrant un service téléphonique et télégraphique.
En 1932, le conseil municipal décide d'un emprunt dédié à l'installation de l'électricité aux Dourbes. Les débats sont houleux car la démarche est peu commune, tant qu'un soir, après avoir dîné chez le maire Paul Richaud, deux habitants se disputèrent, lanterne à la main, sur le chemin du retour. L'un s'exclame alors « Té, tu la veux pas la lumière ? » et fracasse la lampe contre la roche. Les branchements sont malgré tout réalisés par la famille Auzet entre septembre et octobre 1934. En 1936, un article raconte une des premières veillées de Noël illuminée, à laquelle les scouts avaient participé : « après [une] montée épique à travers des chemins transformés en torrents, encombrés de neige et de boue, eut lieu dans l’église illuminée de mille ampoules électriques, la veillée précédant la messe de minuit. Toute la population, des Dourbes au Villard, était là ; elle réserva un accueil des plus chaleureux aux routiers ruisselants comme des fontaines ». L'éclairage public (cinq lampadaires) n'arrive cependant qu'en 1955.
L'école du village ferme en 1932 puis, face aux plaintes des habitants dont les enfants doivent parfois subir 1h45 de trajet aller sur une route dangereuse, rouvre en septembre 1947. Après quelques fermetures et réouvertures, l'école est définitivement fermée en 1979. Le bâtiment abritant l'école du village, ainsi que la mairie, est aujourd'hui un refuge pour randonneurs.

La barre des Dourbes avec à gauche le pic de Couard, au centre le hameau de Ville-Cris et à droite la colline des Dourbes.

Dans les années 1960, le village fait l'objet d'une initiative du « Comité des villages ouverts », créé à Aix à la suite de l'appel de l'ONU en faveur des réfugiés et visant à « faire revivre les vieux villages » et « procurer un nouveau foyer à des familles de réfugiés et de rapatriés »,. Ainsi, un groupe de quelques familles albanaises, soit une trentaine de personnes, est installée en octobre 1961 dans le hameau,. Le château du village, vendu à la « Société Civile Immobilière des Villages Ouverts, des Dourbes » (crée pour l'occasion), est mis à la disposition des réfugiés : une petite fille y naît en 1962.
L'installation semble un temps fructueuse, notamment au niveau des enfants : leur présence ayant permis de maintenir ouverte l'école du village, ces derniers font de grands progrès sur le plan scolaire. Cependant, attirés par des salaires plus élevés ou la possibilité de rejoindre d'autres groupes de réfugiés albanais, et faisant face à la difficulté de s'intégrer en tant qu'étrangers dans une communauté rurale, la quasi totalité du groupe finit par déménager hors des Dourbes pour la région parisienne en 1963,,. Deux familles reviennent vivre aux Dourbes courant 1965.
Le 3 mars 1971, deux Mirage III de la base d'Orange se percutent dans le ciel de Digne. Les deux pilotes réussissent à activer leur siège éjectable : seul un est légèrement blessé. Les pilotes, ainsi que les débris de la collision, atterrissent aux Dourbes, où certaines pièces sont longtemps restées sur place.
Par arrêté préfectoral du 25 janvier 1974, la commune des Dourbes est rattachée, le 1er mars 1974 à la commune de Digne.
Entre décembre 2002 et mai 2003, après des pluies exceptionnelles, un lent glissement de terrain se produit entre Vaumet et le Villard, détruisant une ferme, la route reliant les deux hameaux et une partie de la D569, et enfin les installations d'eau et d'électricité. Depuis, la D569 a été déviée et une piste carrossable a été construite pour relier Vaumet et le Villard.

## Démographie
| 1793 | 1800 | 1806 | 1821 | 1831 | 1836 | 1841 | 1846 | 1851 |
| ---- | ---- | ---- | ---- | ---- | ---- | ---- | ---- | ---- |
| 238  | 301  | 280  | 309  | 310  | 337  | 315  | 316  | 296  |

| 1856 | 1861 | 1866 | 1872 | 1876 | 1881 | 1886 | 1891 | 1896 |
| ---- | ---- | ---- | ---- | ---- | ---- | ---- | ---- | ---- |
| 263  | 259  | 264  | 261  | 239  | 225  | 213  | 209  | 196  |

| 1901 | 1906 | 1911 | 1921 | 1926 | 1931 | 1936 | 1946 | 1954 |
| ---- | ---- | ---- | ---- | ---- | ---- | ---- | ---- | ---- |
| 156  | 159  | 147  | 116  | 99   | 86   | 80   | 61   | 59   |

| 1962 | 1968 | - | - | - | - | - | - | - |
| ---- | ---- | - | - | - | - | - | - | - |
| 65   | 61   | - | - | - | - | - | - | - |

Histogramme

(élaboration graphique par Wikipédia)

## Culture locale et patrimoine

### Lieux et monuments
- Chapelle Saint-Geniès et Saint-Louis aux Dourbes. Édifiée dans le style roman, elle daterait de la fin du XIIe ou du début du XIIIe siècle[54]. Elle fait l'objet de réparations dès le XVIe siècle[54] puis au XIXe siècle, ainsi que de demandes d'agrandissements dès 1707[55]. En 1750, la paroisse acquiert un buste de Saint-Geniès afin de contenir les reliques paroissiales[56].
- Un monument aux morts a été érigé en face de la chapelle Saint-Geniès et Saint-Louis le dimanche 11 septembre 1921, au cours d'une cérémonie avec messe, chants effectués par des enfants, discours du maire et dépose de gerbes[57]. On lui a ajouté une partie à la mémoire de la Seconde Guerre mondiale dans les années 1950[58].

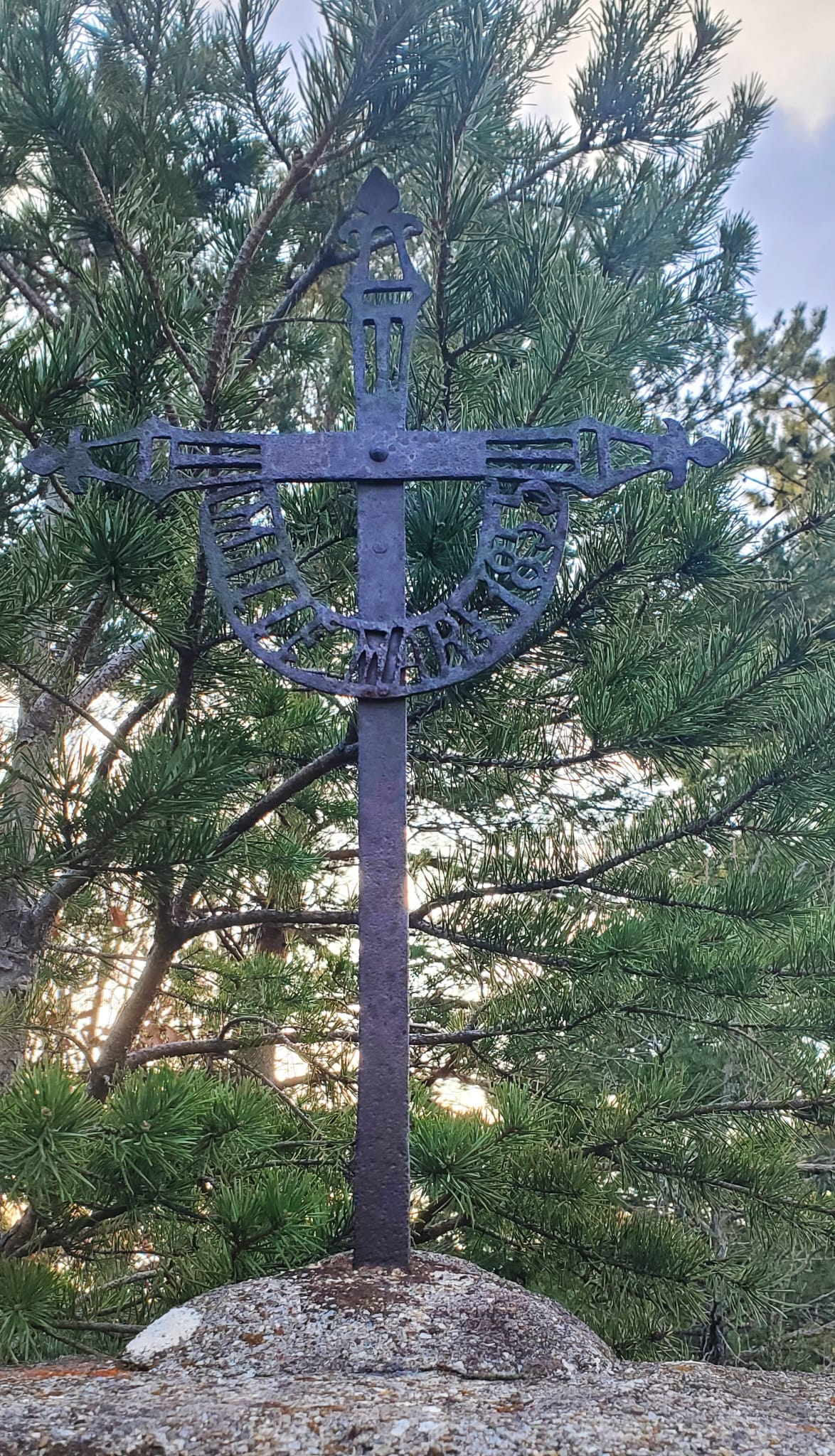
Croix de l'oratoire du Serre-d'Anchas.
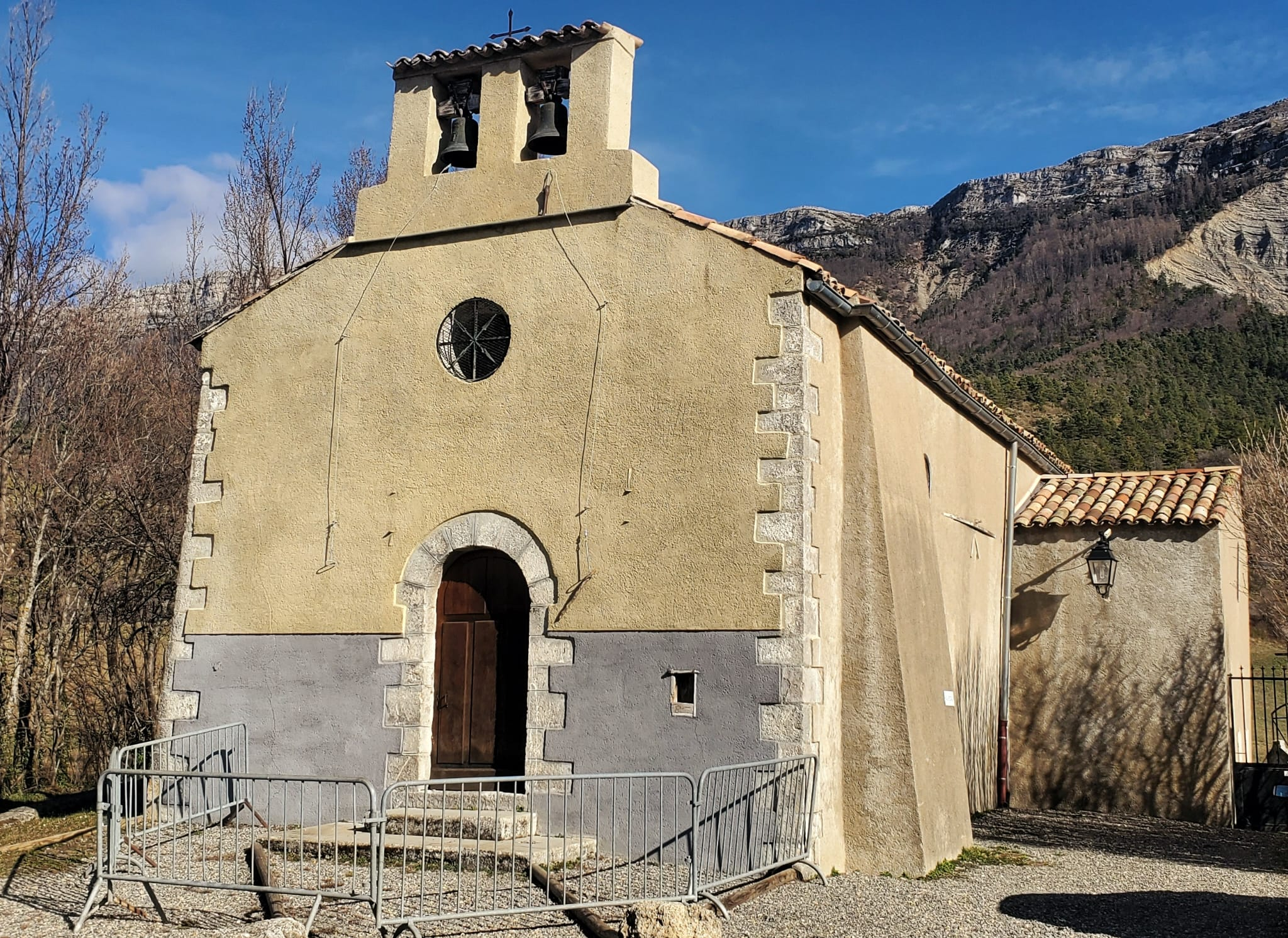
Chapelle Saint-Geniès et Saint-Louis.
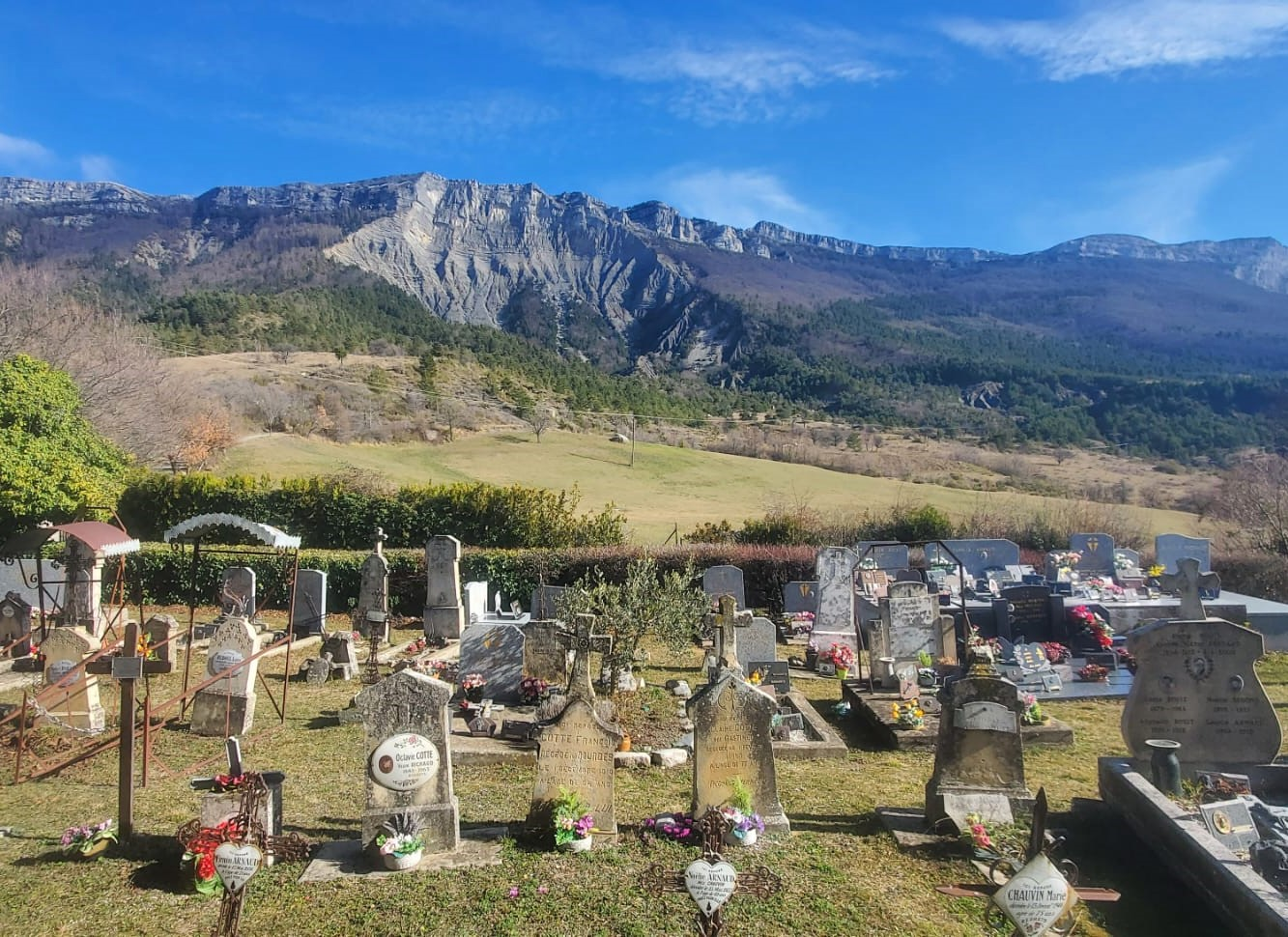
Cimetière de la chapelle Saint-Geniès et Saint-Louis.
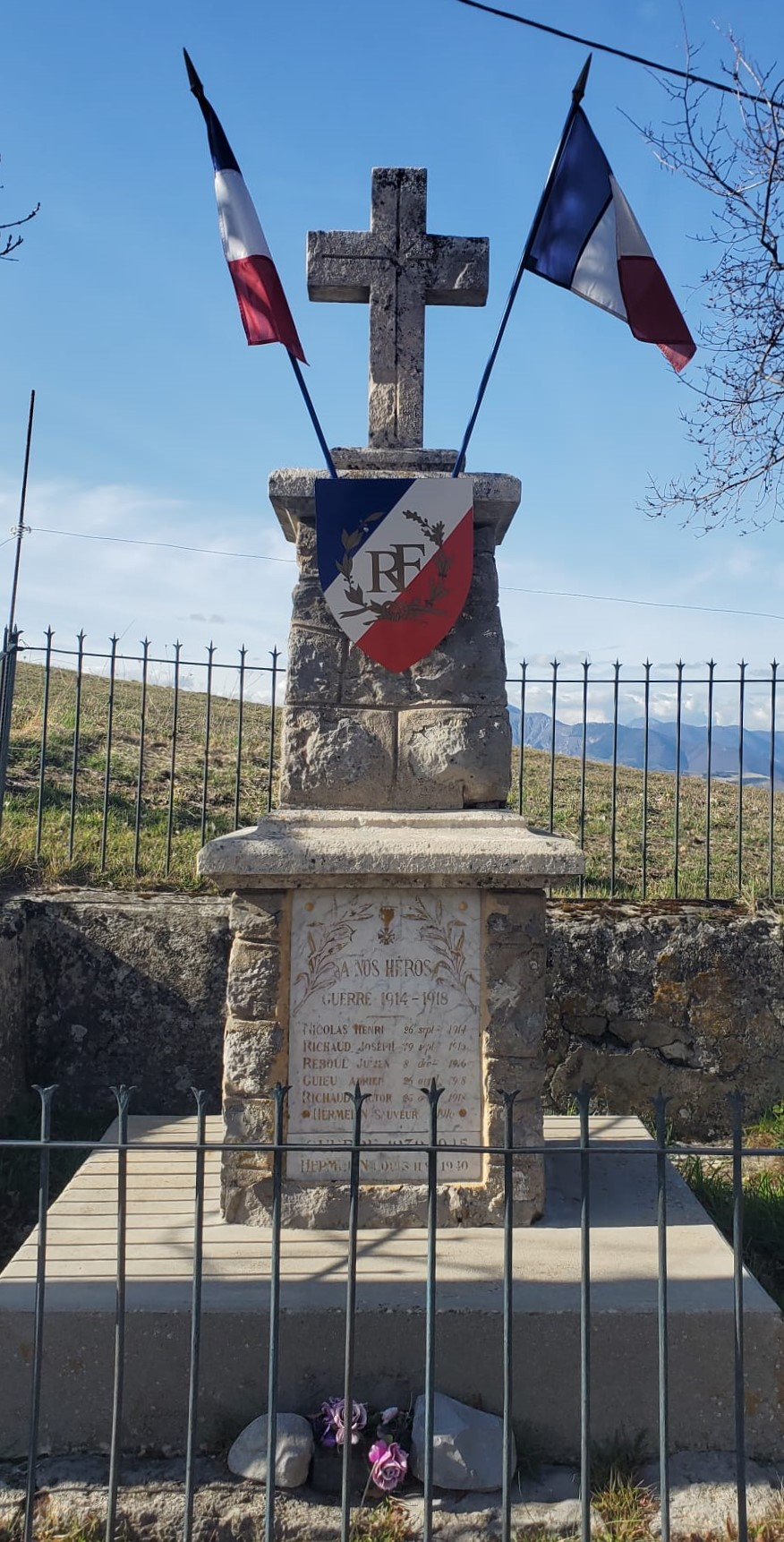
Monument aux morts.

- Chapelle Saint-Jean-du-Villard au Villard des Dourbes. Datant de la fin du XVIIe siècle, elle fut élevée par les habitants du Villard qui furent ses propriétaires jusqu'à son acquisition par la commune en 1892[59].
- Plusieurs oratoires ont été recensés par Jean Gavot et Pierre Irigoin : 
  - L'oratoire de la Colle, au hameau de la Colle, érigé en 1855 en reconnaissance de la préservation du choléra[60]. Il est restauré en 1967 par le garde forestier Bonnet et par Louis Auzet en remerciement de son retour de la guerre d'Algérie[61].
  - L'oratoire de la Tour, également érigé en 1855 pour le même motif que le premier, par la famille Gieu dans la propriété d'un M. Arnaud. Deux processions annuelles en l'honneur des patrons titulaires de la paroisse de la chapelle Saint-Geniès et Saint-Louis se terminent à cet oratoire[60].
  - L'oratoire du Serre-d'Anchas, situé à 1 006 mètres d'altitude, à mi-chemin entre Vaumet et Ville-Cris. Sur un montjoie (amas de pierre) est érigé une croix de fer forgé qui aurait été forgée par M. Michel, forgeron des Dourbes. Il a également été érigé en remerciement pour la préservation du choléra en 1855, comme en témoigne l'inscription en demi-couronne « Mille Mars 1855 »[60]. Restauré vers 1970 par la famille Richaud, on y a ajouté une image de Saint Roch ramenée de Rome par l'abbé Groulet dans les années 1920. Il fut béni en octobre 1970 ou 1971 par le curé de Digne[62].

### Personnalités
- Le général Louis Alexis Desmichels, devenu général sous la monarchie de Juillet mais particulièrement connu pour son rôle dans la conquête de l'Algérie, a vécu aux Dourbes, d'où son père était lui-même originaire[63]. Après la mort de son père, il y garda les moutons pendant quelques mois immédiatement avant de s'engager comme volontaire au 13e régiment des hussards[64].

### Folklore
En 1907, Aimé Richaud publie plusieurs histoires folkloriques de la région bas-alpine. Parmi elles, il inclut une histoire de sorcières qui se serait déroulée aux Dourbes : « Non loin du trou de Saint-Martin, au versant ouest de la barre des Dourbes, s'ouvre un aven dont l'orifice, en pente rapide, est garni de broussailles et d'arbustes ; c'est le Trau dei Maisso, le rendez-vous des sorcières, des magiciennes, méchantes créatures vouées au mal et en communication directe avec Satan. Celles des Dourbes étaient surtout ravisseuses d'enfants. ». Il raconte l'histoire d'une jeune paysanne qui serait un jour tombée nez-à-nez avec des sorcières occupées à « jongler avec deux petits enfants vivants ». La jeune femme aurait poussé un cri et fait un signe de croix, et les sorcières se seraient enfuies en emportant les enfants. Le trou dei Maisso se situerait à côté du trou Saint-Martin et a été exploré dans les années 1950 par des locaux, qui n'y ont trouvé que des ossements d'animaux. 

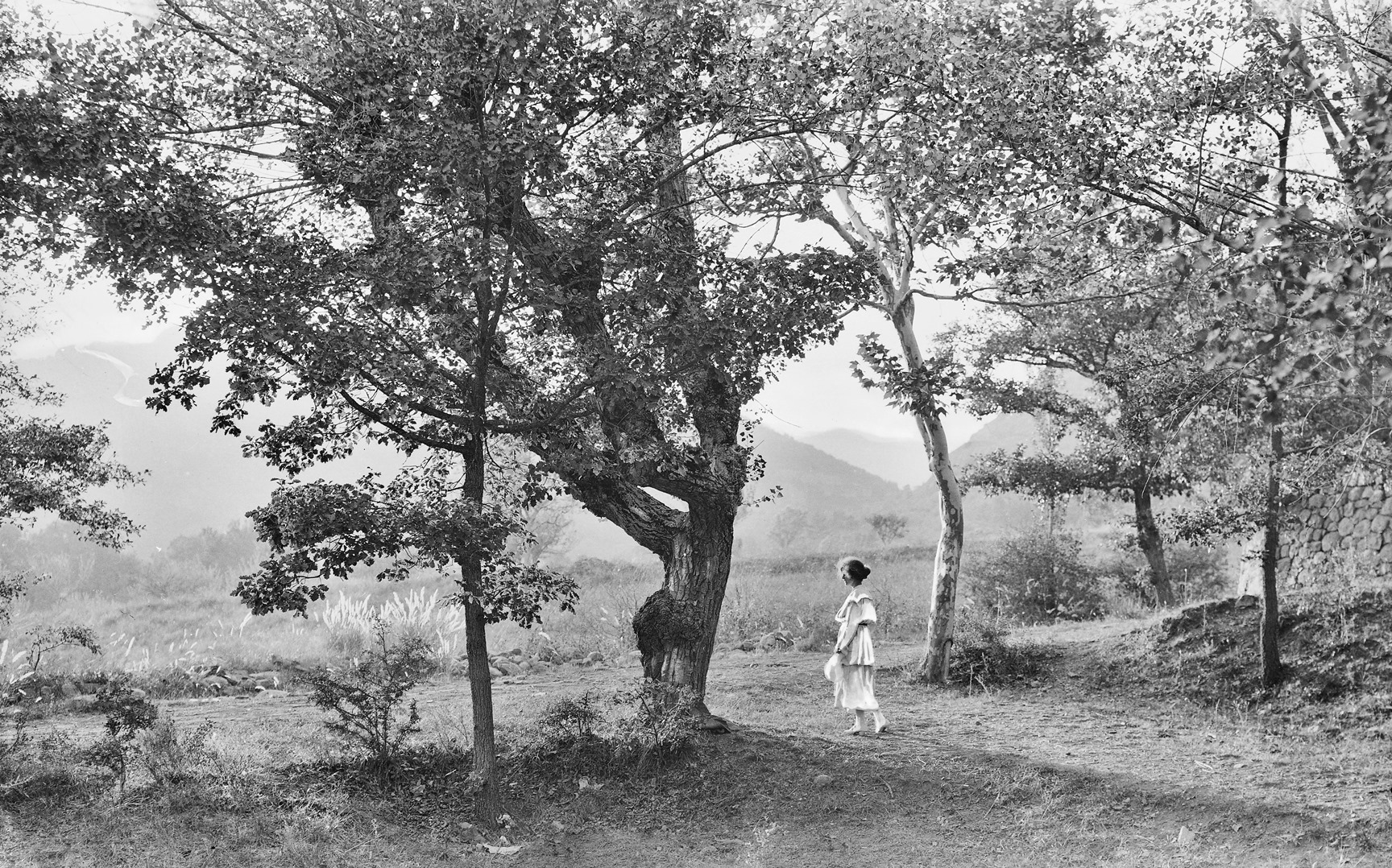
Une femme se promenant dans la campagne des Dourbes, 1921.
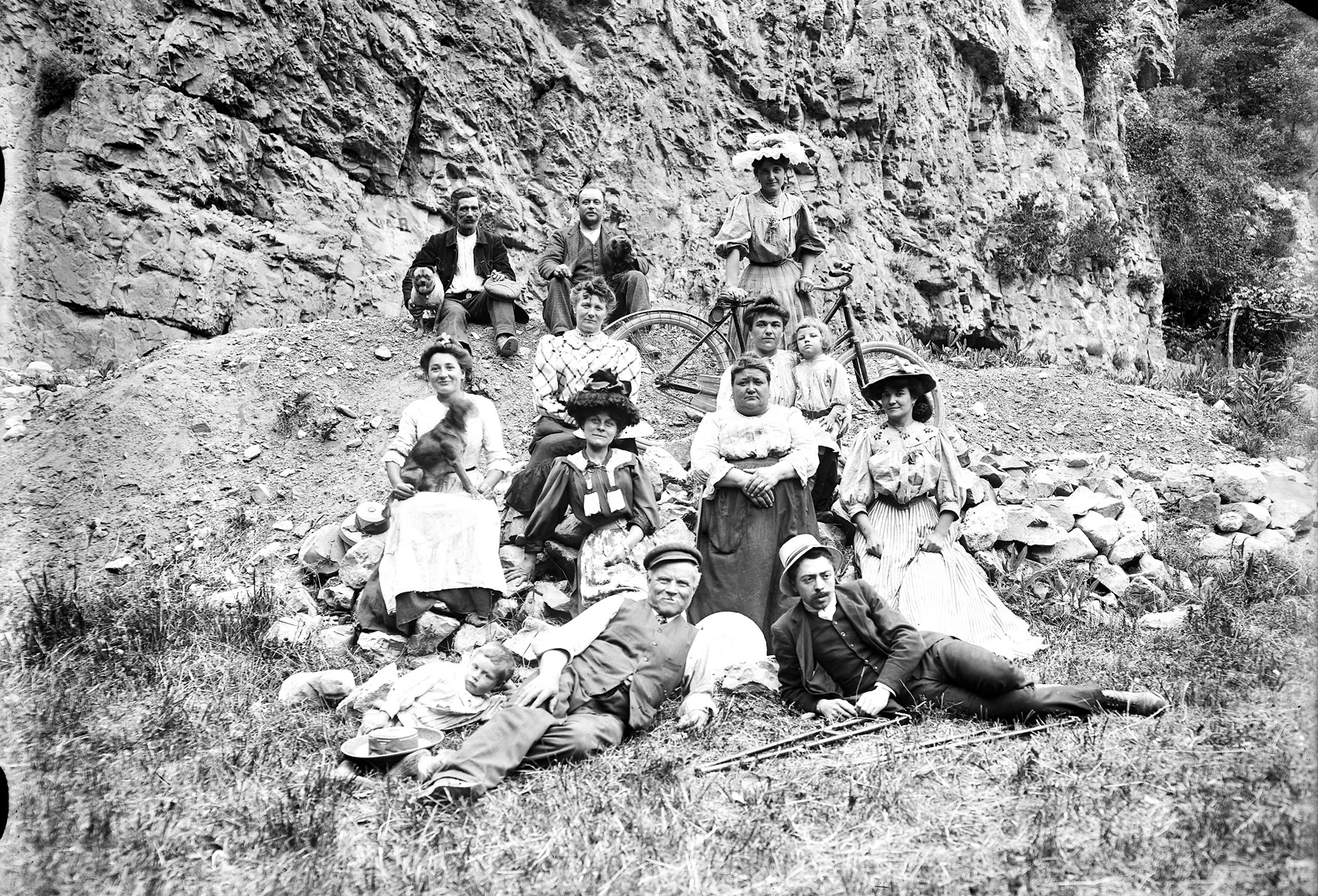
Groupe d'excursionnistes posant dans la montagne des Dourbes, 1910.

### Littérature
Bien que peu connues du grand public, les Dourbes, et notamment la barre des Dourbes, ont inspiré plusieurs auteurs.
- La poétesse Cécile Sauvage, qui vécut à Digne, mentionne les Dourbes à plusieurs reprises dans ses lettres[68]. Elle écrit notamment : « Dans quelques jours, tu seras à Digne. Regarde bien mes montagnes et le pays que j’aimais tant ; retiens dans tes yeux la lune qui se lève sur les Dourbes et le soleil qui se couche vers l'Espinouse. »[69]
- L'écrivain policier Pierre Magnan, dans Les courriers de la mort, évoque « la couronne des Dourbes qui est le diadème de Digne »[70]. « Ensevelie sous la parade bruissante de ses grands arbres en toilette d’octobre, couronnée de ses Dourbes aux couleurs de sous-bois, Digne rousse et blonde se lovait doucement dans la peau d’une ville d’automne. »[70]

## Héraldique

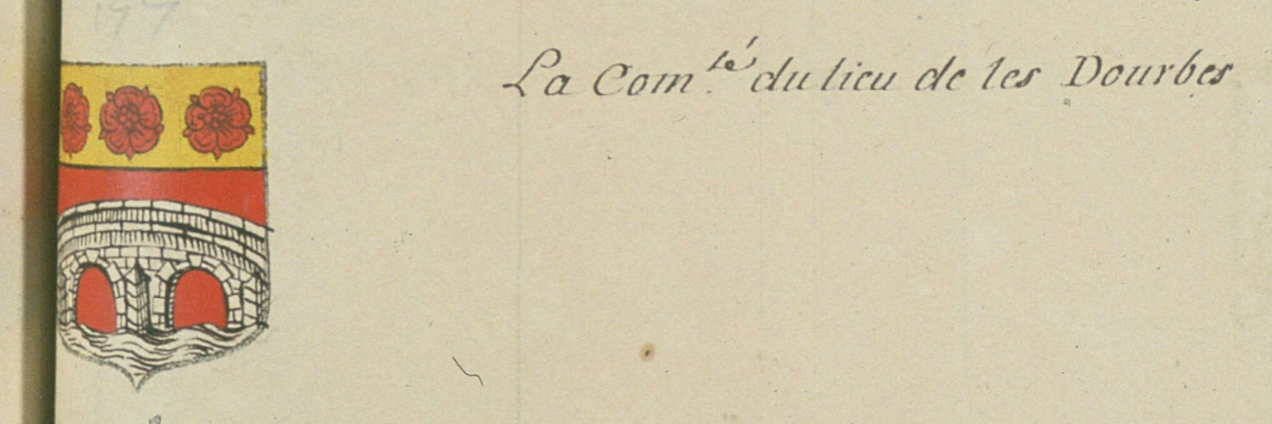
Le blason dans le recueil de Charles-René d'Hozier, fin XVIIe - début XVIIIe siècle.

| Blason de Les Dourbes | Blason  | De gueules à un pont de deux arches d'argent sur une rivière du même, et un chef d'or chargé de trois roses de gueules |
| Blason de Les Dourbes | Détails | Armes de l'ancienne commune des Dourbes. Le statut officiel du blason reste à déterminer.                              |